# Novoveský potok (přítok Bodvy)
Novoveský potok je potok na jihu východního Slovenska, v regionu Turňa, teče v jihozápadní části okresu Košice-okolí. Je to levostranný přítok Bodvy, měří 5 km a je tokem V. řádu.

## Pramen
Potok pramení v geomorfologickém celku Bodvianská pahorkatina, v podcelku Abovská pahorkatina, na západním svahu Černičného (268,5 m n. m.) v nadmořské výšce přibližně 208 m n. m.

## Popis toku
Nejprve teče severozápadním směrem, zleva přibírá krátký přítok z území Maďarska a na krátkém úseku (asi 1,5 km) tvoří státní hranici. Na tomto úseku přibírá zprava občasný přítok z oblasti Pederských strání a další levostranný potok z území Maďarska. Následuje krátký přítok zprava, pak zleva zpod Hajnice (272,4 m n. m.) a potok dále pokračuje více severoseverozápadným směrem. Vstupuje do Košické kotliny, do podcelku Košická rovina, z pravé strany ještě přibírá přítok ze západního svahu Čikoše (253,8 m n. m.) a na okraji obce Turnianska Nová Ves se v nadmořské výšce cca 172 m n. m. vlévá do vedlejšího ramene Bodvy — Staré Bodvy.